# Schreierswijk
De Schreierswijk is een buurtschap in Nederlandse gemeente Aa en Hunze, in de provincie Drenthe. De Schreierswijk behoort tot de plaats Gasselternijveen. De meeste woningen die aan de Schreierswijk hebben gestaan zijn anno 2008 afgebroken.
De Schreierswijk is ontstaan in de 19e eeuw tijdens de ontginning van het Drents-Gronings veengebied. Vanuit het Stadskanaal werden in de eerste helft van de 19e eeuw de Gasselterboerveenschemond en de Gasselternijveenschemond gegraven. Loodrecht op deze monden werden de zogenaamde wijken gegraven. De Schreierswijk is een van deze wijken. Gasselternijveen werd in die periode een centrum voor scheepvaart en er verrees een tweetal scheepswerven. Een van die werven lag aan de Schreierswijk en is in gebruik geweest van 1861 tot 1889.

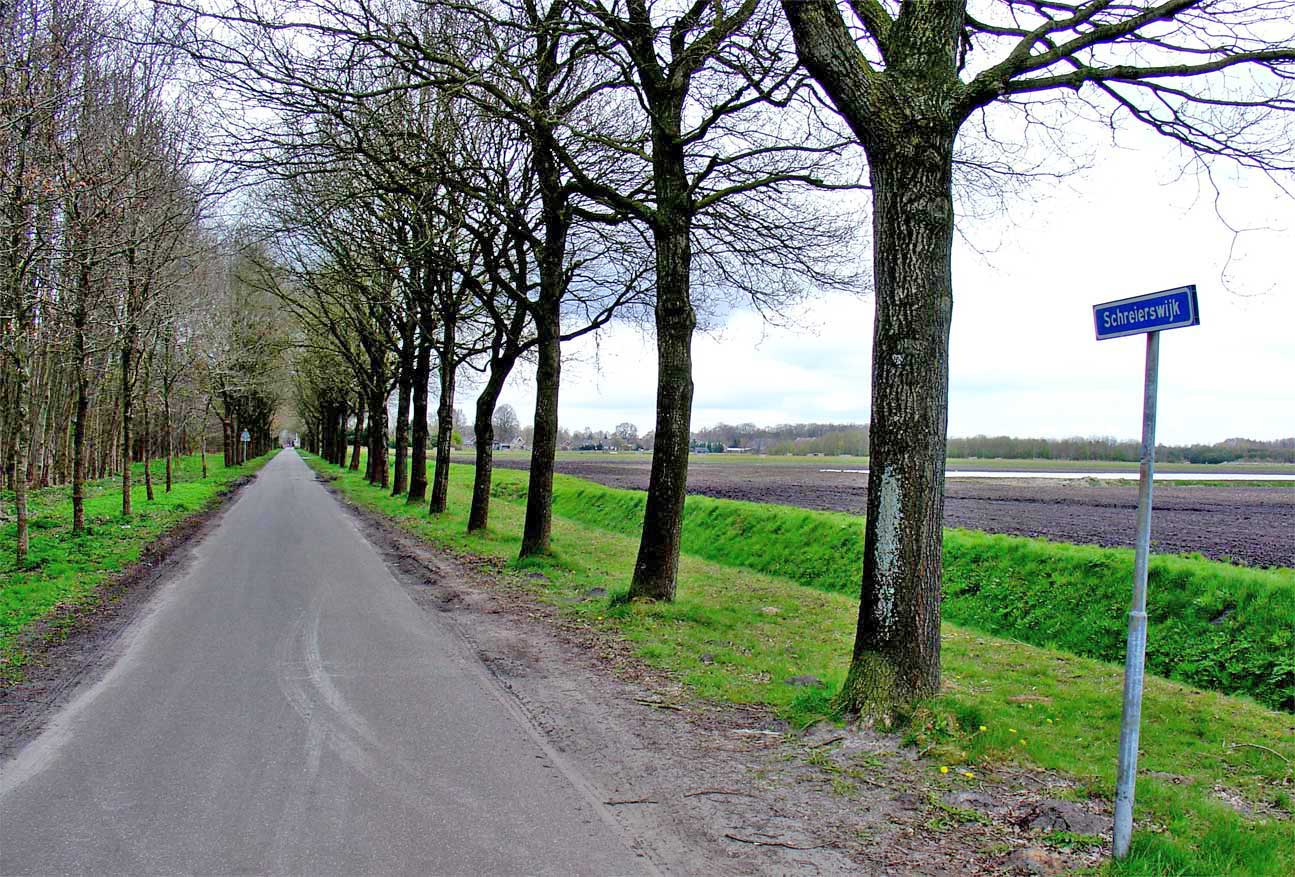
De Schreierswijk gezien in de richting van Gasselternijveen

Er bestond overigens al eerder een Schreiersdiep, dat aansloot op de Hunze een vaarweg die tot 1832 gebruikt kon worden.
Nabij de Schreierswijk is door Staatsbosbeheer het Schreiersbos aangelegd. De functie van dit bos is naast het bieden van recreatie, ook het beschermen van de achterliggende woonwijk tegen de veenkoloniale zandstormen in het voorjaar. Door het bos loopt een fietspad het Schreierspad.
Drenthe: Steden en dorpen      Nederland: Provincies · Gemeenten